# Fenoterol
Fenoterol é um fármaco utilizado pela medicina no tratamento de asma brônquica, pneumonia, bronquite e tuberculose, devido ao seu efeito broncodilatador, ou para inibir contrações uterinas de partos prematuros. É agonista de ação rápida do receptor β2 adrenérgico, com duração próxima a oito horas, muito utilizado nas crises asmáticas e em paciente com doença pulmonar obstrutiva crônica (DPOC) severo.
Sua forma em bromidrato de fenoterol é comercializada também sob os nomes proprietários Berotec e Bromifen.

## Usos
Além de broncodilatador e inibidor das contrações uterinas, também estimula receptores adrenérgicos de outros órgãos, estimulando a produção de eritropoietina e anabolizantes e aumentando a força da contração cardíaca. Também mostra efeitos antialérgicos por antagonizar respostas da histamina mediadas por IgE. O fenoterol previne a obstrução brônquica induzida por esforço. Após a inalação, não há correlação entre os níveis sanguíneos e a curva farmacodinâmica tempo-efeito, sugerindo que o fármaco possui efeitos locais nas vias respiratórias.

## Efeitos colaterais
O fenoterol é um beta-agonista de ação curta, muito usado na Nova Zelândia no início dos anos 90, mas descontinuado nesse país devido à sua associação com um número excessivo de mortes entre seus usuários.
Isso ocorreu devido aos seus efeitos adicionais no receptores β1, levando a efeitos adversos cardiovasculares, em especial disritmia e hipóxia cardíaca. O fenoterol aumentou o risco de morte porque era tipicamente usado em grandes doses para o tratamento de crises de asma na ausência de um profisional de saúde capaz de dar assistência técnica. Existem alguns casos de pacientes que tinham usado até oitenta jatos antes de procurar ajuda médica.

### Estudo comparativo
Quando comparado com a orciprenalina no manejo de parto pré-termino, teve mais efeitos colaterais, principalmente dor de cabeça e taquicardia, e foi mais associado a manifestações no recém-nascido, como icterícia, taquicardia transitória, sepse e urosepse.